# Georges Antenen
Georges Antenen (La Chaux-de-Fonds, 20 de dezembro de 1903 — 25 de março de 1979) foi um ciclista suíço de ciclismo de estrada.
Antenen competiu nos Jogos Olímpicos de Verão de 1924 em Paris, onde foi membro da equipe suíça de ciclismo que terminou em quarto lugar no contrarrelógio por equipes. Em 1930 e 1933, venceu o Campeonato Mundial de Ciclismo em Estrada.